# Cecília Berta Pereira
Cecília Berta Pereira  (Funchal) é uma professora portuguesa, natural da Ilha da Madeira.
Cecília Berta exerceu como docente, terminando a sua carreira como directora regional da Educação Especial da Madeira.
Foi presidente do grupo madeirense de dança inclusiva, Associação dos Amigos da Arte Inclusiva - Dançando com a Diferença, desde a sua fundação, em 2007, até 2016. Foi louvada pelo Clube Desportivo 'Os Especiais', pelo papel notável que teve no fomento da prática desportiva por pessoas portadoras de deficiência, em particular o Basquetebol em Cadeira de Rodas.
A 10 de Junho de 2013, por ocasião do Dia de Portugal, de Camões e das Comunidades Portuguesas, foi agraciada pelo então Presidente da República, Aníbal Cavaco Silva, com a insígnia do Grau de Comendador da Ordem de Mérito.